# KInfoCenter
KInfoCenter è un programma dell'ambiente desktop KDE che fornisce informazioni sul sistema. Fino a KDE 3.1 le sue funzioni erano integrate nel centro di controllo. La maggior parte delle opzioni sono state originariamente designate per GNU/Linux, ma molte di esse sono state poi portate su altri sistemi operativi.

## Descrizione
Attualmente fornisce informazioni (in alcuni casi basilari) su:
- componenti hardware quali processore e dispositivi PCI
- stato di periferiche USB, Firewire, SCSI e PCMCIA
- memoria di sistema (RAM e swap)
- stato delle partizioni
- server X e, a partire da KDE 3.5, anche su OpenGL
- slave KIO